# Tommaso de Sarria
Tommaso de Sarria (Pontevedra, 1606 – Taranto, 5 novembre 1682) è stato un arcivescovo cattolico spagnolo domenicano.

## Biografia
Tommaso de Sarria nacque a Pontevedra, in Spagna, nel 1606 e fu ordinato sacerdote per l'Ordine dei frati predicatori. Il 13 marzo 1654 fu scelto come arcivescovo di Trani e confermato da papa Innocenzo X il 16 ottobre 1656. Il 13 aprile 1665, durante il pontificato di papa Alessandro VII, fu nominato arcivescovo di Taranto. Servì come arcivescovo di Taranto fino alla sua morte, il 5 novembre 1682. Fu sepolto nella chiesa di San Domenico Maggiore di Taranto ma a seguito del crollo del soffitto della stessa, avvenuto il giorno di Natale del 1964, delle sue spoglie si sono perse le tracce.